# Lumen Technologies
Lumen Technologies — американская телекоммуникационная компания, предоставляющая широкий спектр услуг связи. Занимает третье место в США в этой отрасли после AT&T и Verizon Communications. В списке крупнейших публичных компаний в мире Forbes Global 2000 в 2021 году заняла 805-е место.

## История
Старейшим предшественником CenturyLink была телефонная компания Oak Ridge Telephone Company, основанная в 1930 году в Луизиане. В 1968 году она была зарегистрирована под названием Central Telephone and Electronics; к этому времени она уже обслуживала 10 тысяч линий в трёх штатах. В 1971 году изменила название на Century Telephone Enterprises, Inc., а в 1978 году вошла в листинг Нью-Йоркской фондовой биржи.
В последующие годы расширялась за счёт поглощений, крупнейшими из которых были:
- 2009 год — Embarq[англ.] — крупнейший независимый оператор телефонной связи США, в 2006 году был выделен в самостоятельную компанию из Sprint Corporation[3]
- 2011 год — Qwest Communications — оператор телефонной связи[4]
- 2011 год — Savvis[англ.] — глобальный оператор инфраструктуры для облачных вычислений[5]
- 2017 год — Level 3 Communications — телекоммуникационная компания со штаб-квартирой в Колорадо[6].

CenturyLink, Inc. называлась с мая 2010 года, в октябре 2020 года была переименована в Lumen Technologies.

## Деятельность
На конец 2014 года CenturyLink обслуживала 12,4 млн линий связи в 37 штатах, 6,1 млн абонентов широкополосного доступа в интернет и 58 дата-центров в Северной Америке, Европе и Азии. На 2016 год у компании было уже 59 дата-центров, однако она объявила о намерении их продать за $2,5 млрд.
Два основных операционных сегмента:
- услуги для бизнеса — обслуживание предприятий (в том числе других операторов связи) и госучреждений. Установка и налаживание оборудования для связи и хранения информации, прокладка кабелей и так далее.
- услуги для розничных потребителей — местная и дальняя телефонная связь, кабельное телевидение, доступ к сети интернет, мобильная связь (в партнёрстве с Verizon Wireless)[9].

## Руководство и собственники
Рыночная капитализация на ноябрь 2015 года составляла около $15 млрд. Крупнейшие акционеры компании: Capital Research Global Investors (8,94 %); Vanguard Group, Inc. (5,96 %); Capital Income Builder Inc (5,6 %); State Street Corp (5,43 %); VA CollegeAmerica Cap Income Builder (3,92 %); VA CollegeAmerica Invmt Co of America (3,22 %).